# Excalibur Series I
Der Excalibur Series I war das erste Pkw-Modell der US-amerikanischen Excalibur Automobile Corporation.

## Beschreibung
Die Serie wurde zwischen 1965 und 1969 als Roadster und Phaeton produziert. Beide Modelle beruhten auf einem Fahrgestell des Studebaker Lark Daytona, das durch einige Eingriffe modifiziert war. Als Antrieb wurde im ersten Jahr ein 4,9 Liter (289 in3) großer Achtzylinder-V-Motor von Studebaker verwendet, der mittels eines Kompressors aufgeladen und ursprünglich für den Studebaker Avanti konzipiert worden war. Als Studebaker 1966 die Produktion einstellte, wechselte Excalibur zu einem 5,4 Liter (327 in3) großen Achtzylindermotor aus der Chevrolet Corvette. Als Leistung waren wahlweise 221, 294 oder ab 1968 320 kW verfügbar. Dieses Triebwerk wurde bis zur Einstellung des Modells 1969 verwendet. Eine andere Quelle gibt an, dass nur Corvette-Motoren verwendet wurden.
Die Ausstattung der Wagen wurde im Laufe der Jahre deutlich komfortabler. Während es sich bei den Modellen der ersten Jahrgänge noch um vergleichsweise rustikale Fahrzeuge handelte, die viel leisteten, ihrem Fahrer aber auch viel abverlangten, waren ab 1968 Komponenten wie Servolenkung, Heizung und Entfroster, Klimaanlage, Lederpolsterung und Radioanlagen verfügbar und Türen nun serienmäßig; auch das Fahrwerk wurde deutlich verbessert. Ab 1969 schließlich bot Excalibur auch ein Hardtop für beide Karosserievarianten und außen zwischen Vorderachse und Tür installierte Reserveräder an. In einem Verkaufsprospekt wurden die gut ausgestatteten Excalibur als Wagen „für den Mann, der dachte, bereits alles zu haben“ („for the man who thought he had everything“) beschrieben.
Die Fahrzeuge waren zunächst bei einem Radstand von 2769 mm einheitlich 4255 mm lang. Nur für das letzte Produktionsjahr sind abweichende Längen angegeben. Der Roadster maß 4216 mm und der Phaeton 4445 mm.
Die ersten Ausführungen hatten keine Rückleuchten auf den hinteren Kotflügeln. Das einzelne Reserverad war beim Roadster auf dem Heck liegend und bei Phaeton am Heck stehend montiert. 

### SSK Roadster
Zunächst wurde der zweisitzige SSK Roadster vorgestellt, der dem deutschen Mercedes-Benz SSK von 1928 nachempfunden war. Der Verkaufspreis betrug anfänglich 7000 US-Dollar; im letzten Produktionsjahr war er auf 9000 US-Dollar gestiegen. Damit lag der Preis des Roadster jeweils geringfügig über dem der teuersten Limousine von Cadillac. Zwischen 1965 und 1969 entstanden 259 Roadster, davon 100 mit dem aufgeladenen Studebaker-Motor.

### Phaeton
Ab 1966 stellte Excalibur dem SSK Roadster einen viersitzigen Tourenwagen namens Phaeton zur Seite. Es beruhte auf dem gleichen Fahrgestell wie der Roadster; lediglich die Gestaltung des Hecks war verändert worden. So trug der Phaeton eine zweite Sitzreihe, die hinter der Hinterachse montiert war. Der Preis des Phaeton lag um etwa 1000 Dollar höher als der des Roadster. Bis 1969 wurde 100 Exemplare hergestellt.
Nachfolger wurde 1970 der Excalibur Series II.

## Produktionszahlen
Zu den Produktionszahlen gibt es unterschiedliche Angaben. Dies kann am Unterschied Modelljahr zu Baujahr liegen.
| Jahrgang | SSK Roadster | Phaeton SS | Gesamt Quelle 1 | Gesamt Quelle 2 |
| -------- | ------------ | ---------- | --------------- | --------------- |
| 1965     | 56           | -          | 56              | ?               |
| 1966     | 87           | 3          | 90              | 88              |
| 1967     | 38           | 33         | 71              | 87              |
| 1968     | 37           | 20         | 57              | 95              |
| 1969     | 41           | 44         | 85              | ?               |
| Summe    | 259          | 100        | 359             | ?               |